# Florești, Cluj
Florești, până în 1924 Feneșu Săsesc, colocvial Feneș sau Feniș, (în maghiară Fenes, Szászfenes, în germană Sächsisch Fenesch , Fenesch, Fenisch, Deutsch-Branndorf) este satul de reședință al comunei cu același nume din județul Cluj, Transilvania, România.
Este situat pe drumul Cluj-Oradea, pe malul Someșului Mic la 7 km de Cluj.

## Istorie

### Preistorie

#### Epoca de piatră

##### Neolitic
În punctul numit Șapca Verde s-a descoperit o așezare neolitică de cultură neprecizată.
În punctul numit Hotmort s-a descoperit un grup de tumuli dar epoca sau cultura acestora nu a putut fi precizată.
În punctul numit dâmbul Tarișnea s-a descoperit o așezare neolitică de cultură neprecizată. O altă așezare deschisă neolitică de cultură neprecizată s-a descoperit în același punct.

##### Eneolitic
Pe proprietatea Mikeș s-a descoperit o așezare neo-eneolitică de cultură neprecizată.

#### Epoca de bronz

##### Epoca bronzului timpuriu
La vest de Cetatea Fetei, în hotarul satului, s-a descoperit o așezare deschisă din epoca bronzului de cultură neprecizată.
În punctul numit Cetatea Fetei s-a descoperit o așezare deschisă aparținând culturii Coțofeni. În același punct s-a descoperit și o așezare deschisă din epoca bronzului de cultură neprecizată.
În punctul numit Șapca Verde s-a descoperit o așezare din epoca bronzului timpuriu aparținând culturii Coțofeni.
În punctul numit Labu s-a descoperit o așezare din epoca bronzului timpuriu care aparține culturii Coțofeni. În același punct s-a descoperit o a doua așezare a cărei culturi nu a putut fi determinată.

##### Epoca târzie a bronzului
În punctul numit Șapca Verde s-a descoperit o necropolă de incinerație aparținând culturii Wittenberg ce conținea 25 de morminte. 
Tot în punctul numit Șapca Verde a fost descoperită și o necropolă de înhumație conținând 84 de morminte aparținând culturii Noua. 

#### Epoca de fier

##### Hallstat
În punctul numit Cetatea Fetei s-a descoperit o așezare deschisă de cultură neprecizată.
În punctul numit Șapca Verde s-a descoperit o așezare din epoca Hallstat de cultură neprecizată.
În punctul numit Labu s-a descoperit o așezare din epoca Hallstat de cultură neprecizată.

##### La Tène
În punctul numit Cetatea Fetei s-a descoperit o așezare deschisă de cultură neprecizată datată din epoca La Tène.
În punctul numit Labu s-a descoperit o așezare datată între secolele 1 înainte și după Christos a cărei culturi nu a putut fi precizată de către arheologi.

### Antichitate

#### Perioada romană
În punctul numit dâmbul Tarișnea s-a descoperit o așezare din epoca romană târzie. 
În punctul numit Șapca Verde s-a descoperit un monument comemorativ aparținând culturii romane, posibil funerar.  
În punctul numit Labu s-a descoperit o așezare ce datează din epoca romană dintre secolele 2 și 3 după Christos. 

#### Epoca migrațiilor
În punctul numit Șapca Verde s-a descoperit o așezare gepidică aparținând secolului 5 după Christos. Tot în acest punct s-a descoperit și o necropolă de înhumație gepidică care a conținut 45 de morminte.
O așezare din epoca migrațiilor de cultură neprecizată datată între secolele 7 și 8 după Christos a fost de asemenea descoperită în punctul numit Șapca Verde. 

### Evul Mediu
O așezare din epoca medievală timpurie de cultură neprecizată a fost descoperită în punctul numit Labu.  
O cetate fortificată cu val și palisadă și cu zid de piatră datată între secolele 13 și 14 după Hristos, a fost descoperită în același punct, numit Labu.  
Fortificația Floreștiului a fost construită pe dealul Lazului în secolul 13.  
Prima atestare documentară a localității este din 1297 sub numele de Zaazfenes.  
Într-un document din 1336 apare ca proprietate a bisericii Cluj-Manastur, mai târziu intră în proprietatea episcopiei Ardealului[necesită citare]. 
În partea de sud-vest a satului, în vârful Dealul cetății, încă se mai pot găsi rămășițele Cetății Floreștiului (Fenesvár) denumită și Cetatea Fetei.  
Cetatea a fost construită după invazia tătară de către episcopul Petru al Transilvaniei și este menționată din 1312[necesită citare].Probabil a fost distrusă în timpul răscoalei țărănești din 1437[necesită citare].  
Biserica romano-catolică cu hramul Sărbătoarea Tuturor Sfinților a fost construită între secolele 14 și 15, clopotnița acesteia fiind datată din secolele 18-19. 
Aici a primit o rană fatală Prințul György Rákóczi II al Transilvaniei la 22 mai 1660 în bătălia cu armata turcă[necesită citare]. 
Amplasat într-un parc de 20 de acri din centru, castelul Mikes în stil clasicist a fost demolat în 1945[necesită citare].

## Vezi și

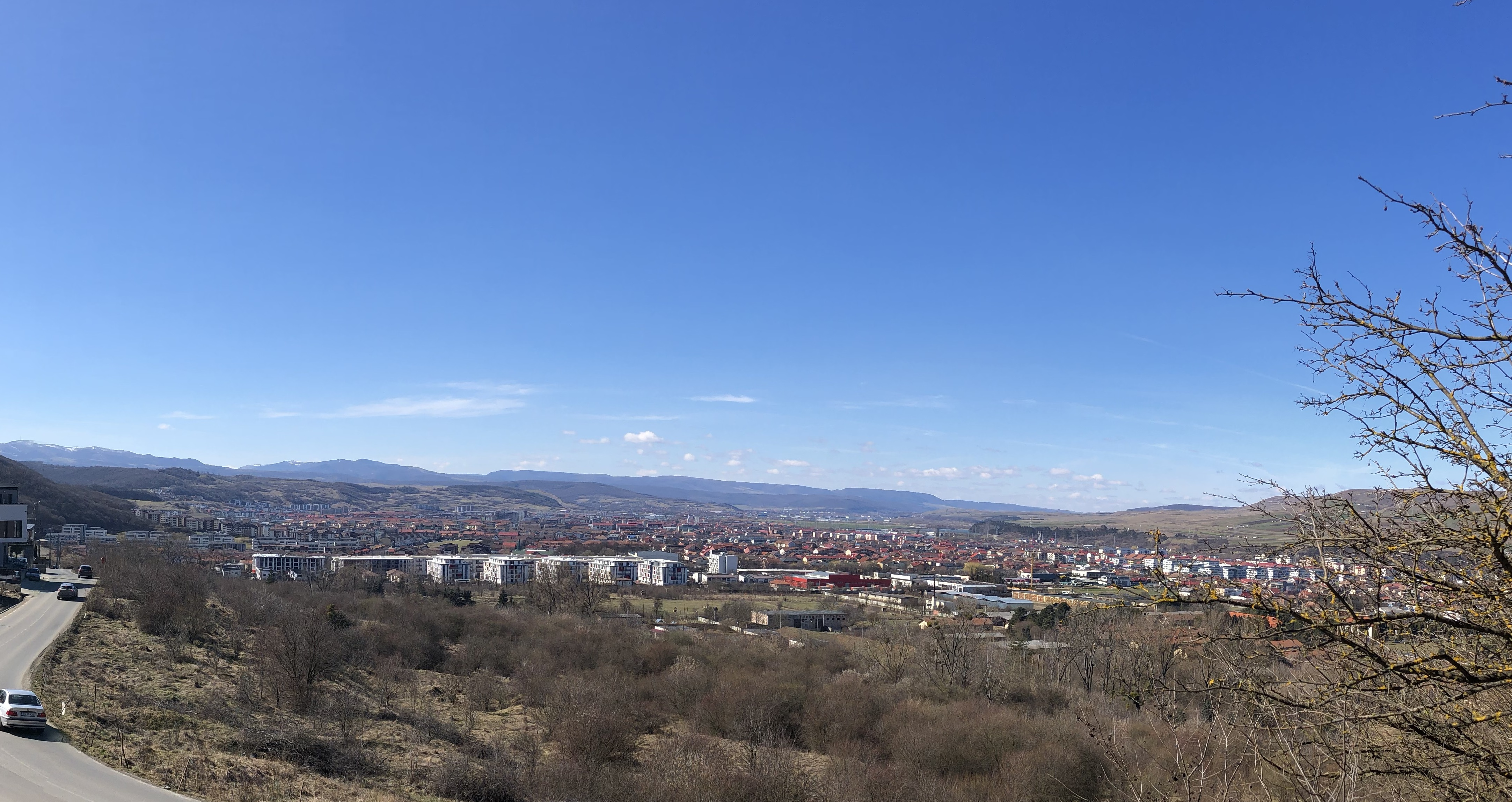
Florești / Szászfenes -RO 2023